# Kas (striptekenaar)
Kas (Krakau, 31 maart 1955), pseudoniem van Zbigniew Kasprzak, is een Pools striptekenaar en illustrator. 

## Carrière
Kas studeerde grafische kunst en interieurdesign aan de Academie voor Schone Kunsten in Krakau. Toen hij bij het stripfestival in Sierre in 1993 Grzegorz Rosiński ontmoette, bood deze hem aan de sciencefiction-stripreeks Hans over te nemen, waarvoor André-Paul Duchâteau de scenario's verzorgde. Kas tekende deze reeks vanaf deel 6 t/m deel 12 in 2000. 
In 1994 begon de samenwerking met screenwriter Brendan McLeod; samen maakten zij de reeks Les Voyageurs, geplaatst in de wildernis van westelijk Canada in de negentiende eeuw. Er verschenen twee delen in respectievelijk 1995 en 1997. 
Tussen 2003 en 2009 tekende Kas de zevendelige reeks Halloween Blues op scenario van Mythic.
Samen met Laurent Galandon maakte Kas de tweedelige reeks La fille de Paname in 2011 en 2014.
In 2019 tekende Kas het album Les Sans-Visages op scenario van Pierre Dubois.
Kas is gehuwd met Graza, inkleurster van onder meer de reeksen Kriss van Valnor en Thorgal.